# 에티카
《에티카》(라틴어: Ethica) 또는 《기하학적 순서로 증명된 윤리학》(라틴어: Ethica, ordine geometrico demonstrata)은 1675년경 완성된 네덜란드 철학자 바뤼흐 스피노자의 유작이다. 라틴어로 쓰인 이 책은 스피노자 사후 1677년 간행되었다. 에티카는 스피노자의 가장 유명한 작품이자 대작(magnum opus)으로 간주된다. 존재에 대한 논증에서 출발하여 이성적으로 도덕과 윤리에 대한 명제에까지 이른다는 점에서 근대 합리론의 정수를 보인다.

## 내용
스피노자가 진(眞)보다도 선(善), 인간의 행복에 커다란 관심을 기울인 철학자라는 것은 자주 지적되는 일인데, 에티카도 제목('윤리학'이라는 뜻)이 가리키는 바와 같이 궁극적으로는 인간의 도덕을 해명하는 시도이다. 그런데 인간은 어떤 본성을 가진 것으로서 현재 이 세계에 생활하는 존재이다. 따라서 목적하는 것은 인간 도덕의 해명이라고 하더라도, 이것이 무엇이며 어떻게 해서 얻어지는가를 밝히기 위해서는, 세계의 성질과 인간의 본성이 밝혀져야 한다는 이유에서 5부로 된 에티카는 그와 같은 문제의 고찰에서 시작된다.
제1부는 '신에 대해서'라는 제목인데, 이것은 세계에 관한 형이상학적 고찰이다. 즉 스피노자가 신이라고 하는 것은 인격도 의지도 갖지 않고, 자기 본성의 내적 필연성에 따라서 작용하는 유일한 실체로 이것이 무한한 속성(屬性)을 통해서 변양(變樣), 발현(發現)한 것이 인간을 포함한 유한한 개물(個物)의 세계이다. 다시 말해 '신은 곧 자연'이다. 그래서 이와 같은 세계 속에 있는 인간의 도덕이라고는 하지만, 도덕이라는 것이 결국 인간의 정신에 관한 것인 이상, 정신의 본성이 파악되어 있을 필요가 있다. 이 때문에 제1부는 인식의 문제를 취급하고, 인식을 여러 각도에서 분석하여 예컨대 감성지(感性知), 이성지(理性知), 직각지(直覺知)로 구별하고, 이들 중 마지막 것이 사물을 '영원한 상(相) 아래' 파악하는 데 가장 적절하다고 주장하기도 했다.
그러나 스피노자는 도덕과 행복을 별개의 것으로 간주하지 않았기 때문에, 인간 정신의 고찰도 인식의 해명에 그치는 것이 아니라 우리들의 마음에 일어나는 감정의 관찰에까지 전진하여(제3부), 감정의 취급법을 검토할(제4부) 필요가 있었다. 이와 같은 고찰을 통해서 행복이 '사랑'의 일종이라는 것, 사랑의 최고의 것은 신에 대한 사랑이라는 점이 제시되어 인간 행복이라는 근본적인 질문은, 그의 철학의 정점을 이루는 최고의 선인 '신의 지적애(知的愛)' 사상을 가지고 해답할 수 있게(제5부) 되는 것이다.

## 같이 보기
- 범신론
- 조너선 이즈리얼

### 번역본
- 에티카